# Lalanakere, Arsikere
Lalanakere là một làng thuộc tehsil Arsikere, huyện Hassan, bang Karnataka, Ấn Độ.